# (31950) 2000 GC122
2000 GC122 (asteroide 31950) é um asteroide da cintura principal. Possui uma excentricidade de 0.15357150 e uma inclinação de 7.61316º.
Este asteroide foi descoberto no dia 6 de abril de 2000 por Spacewatch em Kitt Peak.